# NGC 4280
NGC 4280 is een niet-bestaand object in het sterrenbeeld Raaf, ofwel een gekromd rijtje van drie sterren dat zich schijnbaar tussen de sterrenstelsels NGC 4279 en NGC 4285 bevindt, net ten noorden van Eugène Delporte's grenslijn tussen de sterrenbeelden Raaf en Maagd. Het hemelobject werd op 6 mei 1886 ontdekt door de Amerikaanse astronoom Lewis A. Swift.